# St. Crucis (Heroldishausen)

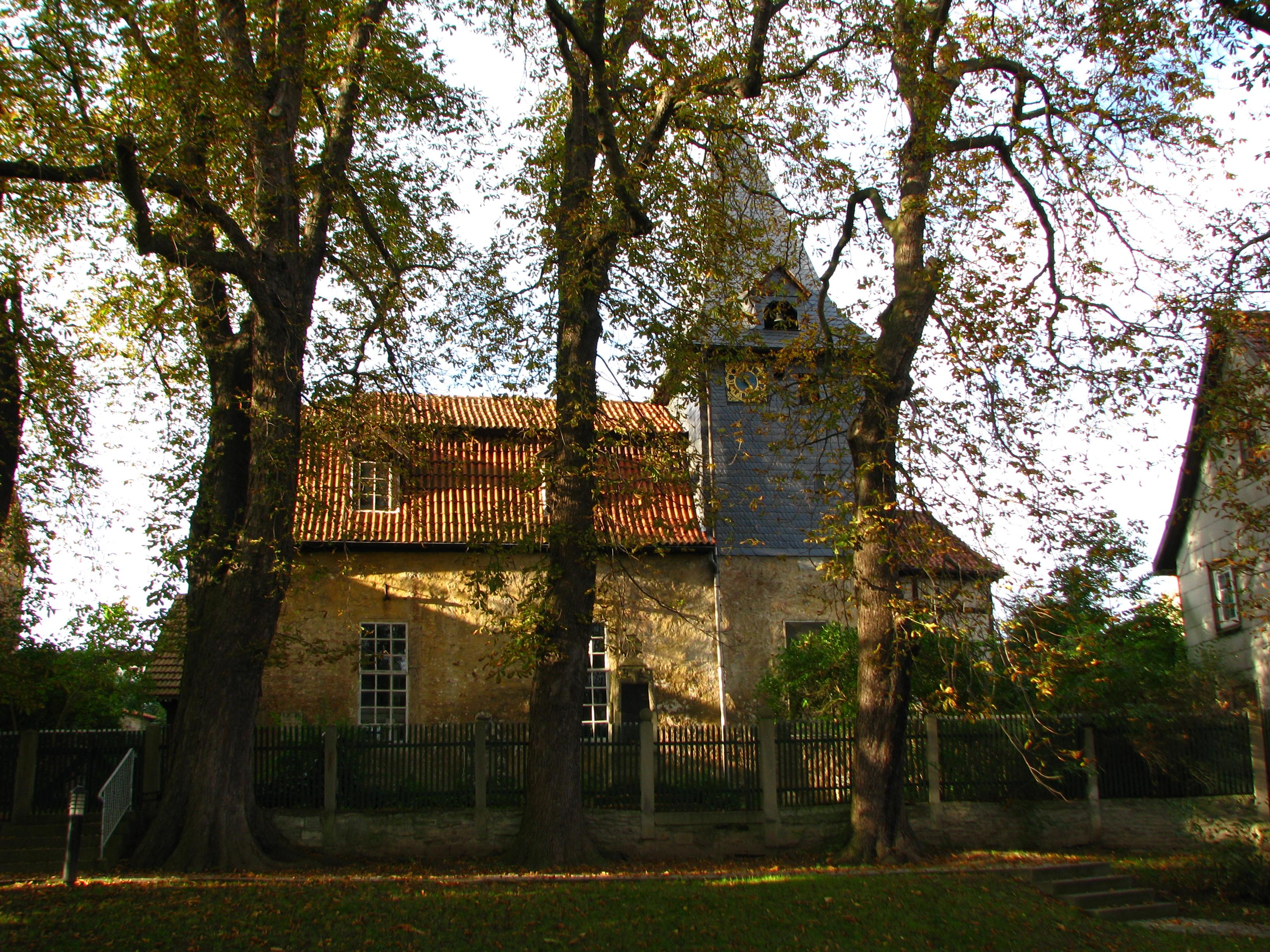
Heroldishausen, St. Crucis

Die evangelisch-lutherische Kirche St. Crucis steht in Heroldishausen, einem Ortsteil der Landgemeinde Unstrut-Hainich im Unstrut-Hainich-Kreis in Thüringen. Die Kirchengemeinde Heroldishausen gehört zum Pfarrbereich Großengottern im Kirchenkreis Mühlhausen der Evangelischen Kirche in Mitteldeutschland.

## Beschreibung
Eine erste Kapelle wird 1017 erwähnt. Sie war eine Schenkung des Kaisers Heinrich II. an seine Frau Kunigunde. Die heutige ummauerte Saalkirche wurde unter Verwendung der Bruchsteine des romanischen Vorgängerbaus in der Mitte des 18. Jahrhunderts erbaut. Das Kirchenschiff und ist mit einem Mansarddach bedeckt. Das Obergeschoss des Chorturms im Osten ist verschiefert und trägt ein spitzes Zeltdach. Nach 1850 wurde im Westen ein Treppenaufgang errichtet. In den 1970er Jahren wurde im Nordosten eine Leichenhaus angebaut.
Der südöstliche Aufgang ist in Fachwerk errichtet. Der Innenraum hat an drei Seiten zweigeschossige Emporen. Er ist mit einer gebrochenen Flachdecke überspannt. Der Kanzelaltar von 1739 ist mit korinthischen Säulen verziert. Die südlichen Fenster im Chor hat die Glasmalerei Wilhelm Franke 1914, die nördlichen 1952 gestaltet. Ein Epitaph ist mit 1746 datiert.
Die Orgel mit neun Registern, verteilt auf zwei Manuale und Pedal, wurde 1859 von Friedrich Petersilie aus Bad Langensalza gebaut und 2011 von Orgelbau Schönefeld restauriert.